# Línea 17 (Los Tranvías de Zaragoza)
La antigua línea 17 de tranvía de la ciudad de Zaragoza (España) fue una de las líneas que componían su vieja red tranviaria.
Operada por Los Tranvías de Zaragoza, embrión de la actual TUZSA (Transportes Urbanos de Zaragoza) comenzó a dar servicio el 9 de marzo de 1957, hasta que fue oficialmente clausurada el 11 de junio de 1967.
La línea 17 realizaba el recorrido comprendido entre la calle de Salvador Minguijón y la Plaza de España de la capital aragonesa.